# Еліксир (роман)
«Еліксир» (англ. «Elixir») — дебютний підлітковий роман американської артистки Гіларі Дафф та Еліз Аллен. Книга надійшла у доступ для книжкових дистриб'юторів 12 жовтня 2010. «Еліксир» є першою частиною з трилогії. Книга є дебютною роботою для Дафф як письменниці. Еліз Аллен, яка працювала над книгою у співробітництві із Дафф, під час роботою над «Еліксиром» також писала свої власні роботи. «Еліксир» є бестселером за підрахунками продажів за версією газети New York Times.
Видання у м'якій обкладинці вийшло аж 7 червня 2011, тоді як палітурка та електронна книга вийшли ще 12 жовтня 2010.

## Сюжет
Клей Реймонд — талановита фотожурналістка та дочка відомих батьків. Життя дівчини зазнає різкої зміни після зникнення її батька під час його гуманітарної делегації. Постійний чіткий контроль за своєю камерою покидає Клею, коли на її фотографіях починає з'являтися затемнена фігура незнайомого і привабливого парубка, якого вона ніколи раніше не бачила.
Коли раптово Клея зустрічається із цим загадковим хлопцем у реальному житті, її вражає безпосередній та потужний зв'язок із незнайомцем. Стаючи ближчими, вони обоє заглиблюються в містерію зникнення батька Клеї та виявляють багатовікову правду про їх інтенсивний зв'язок. Розірвані між небезпечним любовним трикутником та потужною таємницею, вдвох вони воюють проти часу, аби розкрити своє минуле, щоби врятувати своє майбутнє — та свої життя.

## Процес створення
В інтерв'ю із журналом Seventeen, Дафф сказала про створення книги: "Я гралася із цією ідею вже декілька років. Це і дуже весело, і одночасно є великим викликом." Гіларі Дафф повідомила журналу, що мала ідею про сюжет вже декілька років і починала роботу із декількох невеликих рукописів, опісля чого, за підтримкою своєї матері, вирішила перетворити задум у повноцінну книгу. Тоді ж вона найняла Елізу Аллен задля асистування в роботі.
Щодо паранормального аспекту книги, Дафф зазначила: "Я завжди дуже цікавилася паранормальним та життям після смерті, починаючи від привидів і закінчуючи янголами. Я думаю, що всі мають цікавість до величної невідомості."

## Рецензії
Журнал Star Magazine оцінив книгу у 3 із 4 зірок, будучи приємно враженим письменництвом Дафф. Газета The New York Post написала, що "Книга має все: роман і надприродність; персонажів із іменанами Сейдж та Клей... і звертання до Шостої сторінки!"
MTV's Book Report позитивно оцінили «Еліксир», кажучи, що готові до "наступної дози" «Еліксиру». MTV також сказали, книга "плаче по кіноадаптації", пропонуючи Гіларі Дафф самій зіграти свою головну героїню. Книга «Еліксир» досягла 10 місця у списку Children's Chapter Books газети New York Times всього за один тиждень.

## Продовження
Дафф багаторазово зазначала, що напише декілька сиквелів до «Еліксиру»; всі у співпраці із Еліз Аллен. У інтерв'ю із журналом Cosmogirl, вона сказала: "Клей побувала на емоційних американських гірках, тому, мабуть, якраз там і почнеться наступна книга. Клеї доведеться знайти шлях, аби привести своє життя до норми та поскладати всі розкидані шматочки по своїм місцям. Хто знає наскільки довго це займе часу? І який буде її наступний крок? Сподіваємося, що її мрії будуть вести її вперед. ЯКЩО вона може мріяти." Дафф сказала, що наразі не прийшла до конкретного бачення розгортання події у продовженні, і що вона та її напарниця по письмі, Еліз, поки що просто граються із різними ідеями. 18 жовтня 2010 на своєму Twitter Дафф написала щодо сиквелу: "Не вірю, що стільки людей вже прочитало книгу! Ураааа! Починаю наступну через два тижні".
Сиквел до книги, «Віддана», вийшов 11 жовтня 2011.
У липні 2012 Дафф оголосила, що її третя та остання книга із трилогії буде називатися «Правда». ЇЇ реліз відбувся 16 квітня 2013 через видавництво Simon & Schuster.